# Wake Me Up (canción de The Weeknd y Justice)
«Wake Me Up» (en español: Despiértame) es una canción del cantautor canadiense The Weeknd y del dúo musical francés Justice. Fue lanzado a través de XO y Republic Records como la canción de apertura del sexto álbum de estudio de Weeknd, Hurry Up Tomorrow, el 31 de enero de 2025. La canción fue producida por los mismos Weeknd y Justice, Mike Dean y Johnny Jewel ; los cinco escribieron la canción junto con Belly y Vincent Taurelle. Rod Temperton también recibió un crédito póstumo como compositor debido a la interpolación de la canción del exitoso sencillo de Michael Jackson, "Thriller ", de su sexto álbum de estudio del mismo nombre (1982).

## Composición y letra
En "Wake Me Up", The Weeknd explora temas como el existencialismo y el enfrentamiento a la realidad mientras reflexiona sobre las luchas internas.  Emma Johnson de The MSU Reporter dijo sobre la canción: "En un funk que recuerda a su álbum de 2022, 'Dawn FM', canta sobre la necesidad de despertar porque estoy soñando/Se siente tan real".  Roisin O'Connor de The Independent vio la canción como "un momento que marca el escenario de lo que, pronto se revela, es el proyecto más ambicioso del artista canadiense hasta la fecha: un álbum de larga duración que supuestamente sirve como capítulo final para su enigmático alter ego The Weeknd".  La canción comienza lenta y luego se vuelve animada, en la que el instrumental de ritmo rápido recuerda a la música del quinto álbum de estudio de Michael Jackson, Off the Wall (1979) y la canción "Tell Me I'm Not Dreamin' (Too Good to Be True)" de Jermaine Jackson.  

## Recepción de las críticas
Al escribir para Clash, Robin Murray describió "Wake Me Up" como "una apertura estelar" de Hurry Up Tomorrow .  Por el contrario, Neil McCormick, Andrew Perry y Poppie Platt describieron la canción como un "inicio fatalista".  Carl Lamarre de Billboard clasificó a "Wake Me Up" como la duodécima mejor canción del álbum al reconocer el amor de Weeknd por la música de Michael Jackson y el sample de "Thriller", describiendo la canción como "una exhibición de cinco minutos de la exploración de [The] Weeknd del legado, la realidad y la desilusión" y "[The] Weeknd ejecuta hábilmente la introducción de synth-pop con una precisión candente".  